# Moulin Rouge! Music from Baz Luhrmann's Film
Moulin Rouge! Music from Baz Luhrmann's Film è un album discografico del 2001, contenente la colonna sonora del film musical Moulin Rouge!.

## Tracce
1. David Bowie – Nature Boy – 3:25 (Eden Ahbez)
2. Christina Aguilera, Lil' Kim, Mýa e Pink – Lady Marmalade – 4:25 (Bob Crewe e Kenny Nolan)
3. Fatboy Slim – Because We can – 3:27 (Norman Cook)
4. Nicole Kidman, Jim Broadbent, Lara Mulcahy, Caroline O'Connor e Natalie Mendoza – Sparkling Diamonds – 2:52 (AA.VV.)
5. Valeria Andrews – Rhythm of the Night – 3:49 (Diane Warren)
6. Ewan McGregor e Alessandro Safina – Your Song – 3:40 (testo: Bernie Taupin – musica: Elton John)
7. Bono, Gavin Friday e Maurice Seezer – Children of the Revolution – 2:59 (Marc Bolan)
8. Nicole Kidman – One Day I'll Fly Away – 3:18 (Joe Sample e Will Jennings)
9. Beck – Diamond Dogs – 4:34 (David Bowie)
10. Nicole Kidman, Ewan McGregor e Jamie Allen – Elephant Love Medley – 4:13 (AA.VV.)
11. Nicole Kidman e Ewan McGregor – Come What May – 4:48 (David Baerwald)
12. José Feliciano, Ewan McGregor e Jacek Koman – El Tango de Roxanne – 4:42 (Sting)
13. Rufus Wainwright – Complainte de la Butte – 3:07 (testo: Jean Renoir e Bernadette Colomine – musica: Georges Van Parys)
14. John Leguizamo, Nicole Kidman, Joe Leguabe e Alka Yagnik – Hindi Sad Diamonds – 3:28 (AA.VV.)
15. David Bowie e Massive Attack – Nature Boy – 4:23 (Eden Ahbez)

Durata totale: 57:10

## Influenze nello sport
Nel 2018 i danzatori canadesi Tessa Virtue e Scott Moir hanno vinto il loro secondo oro olimpico interpretando una danza libera sulle note di Moulin Rouge!